# Filmworks VI: 1996
Filmworks VI: 1996 est un album de John Zorn paru en 1996 sur le label Tzadik. Il présente les musiques de trois films : Anton, Mailman (1996), de Dina Waxman; Mechanics Of The Brain (1996), de Henry Hills; The Black Glove (1996), de Maria Beatty. 

## Titres
|       | Anton, Mailman                    |       |
| 1.    | Opening Credits/Hawaiian Postcard | 2:57  |
| 2.    | Work-A-Day World (Anton's Theme)  | 3:30  |
| 3.    | Seductress                        | 4:18  |
| 4.    | End Titles                        | 3:11  |
|       | Mechanics Of The Brain            |       |
| 5.    | Fireworks                         | 1:51  |
| 6.    | Surgery Montage                   | 1:46  |
| 7.    | Brain Scan                        | 1:05  |
| 8.    | Witches' Cauldron                 | 3:46  |
| 9.    | Houdini                           | 3:11  |
| 10.   | Subliminal Perceptions            | 1:44  |
| 11.   | Measuring                         | 1:33  |
| 12.   | Macbeth                           | 3:04  |
| 13.   | Pendulum                          | 2:05  |
| 14.   | Mechanics Of The Brain            | 2:02  |
|       | The Black Glove                   |       |
| 15.   | Part One (Hot)                    | 19:46 |
| 16.   | Part Two (Cool)                   | 7:43  |
| 63:32 |                                   |       |

## Personnel
Anton, Mailman
- Marc Ribot - guitare
- Greg Cohen - basse
- Cyro Baptista - percussions
- John Zorn - saxophone alto

Mechanics Of The Brain
- Mark Feldman - violon
- Erik Friedlander - violoncelle
- Marc Ribot - guitares
- Ikue Mori - boîtes à rythmes
- John Zorn - effets sonores
- Jason Baker - voix (13).

The Black Glove
- John Zorn - effets sonores